# Verdrahtete Logik
Die verdrahtete Logik realisiert in der Digitaltechnik die Funktion eines Logikgatters durch eine schaltungstechnisch diskret ausgeführte elektrische Verschaltung. Die so aufgebauten Verbindungen werden als Wired-AND (englisch für verdrahtetes UND) beziehungsweise als Wired-OR (englisch für verdrahtetes ODER) bezeichnet. Der Vorteil der verdrahteten Logik besteht darin, dass die logische Funktion nicht in einem Logikgatter konzentriert ist, sondern räumlich verteilt werden kann; dadurch kann der Verdrahtungsaufwand reduziert werden.
Daneben sind somit Dinge wie beispielsweise der I²C-Bus möglich, der im Prinzip aus zwei verteilten Wired-AND-Gattern besteht. Eine Ausführung mit konzentrierten Gattern würde nicht bloß den Verdrahtungsaufwand erhöhen, sondern dabei die Bus-Topologie ad absurdum führen.

## Details
Im Rahmen einer verdrahteten Logik kann die Konjunktion (dies entspricht der Funktion eines Und-Gatters) beziehungsweise die Disjunktion (dies entspricht der Funktion eines Oder-Gatters) realisiert werden.
Schaltungstechnisch lassen sich Wired-AND oder Wired-OR mit verschiedenen Schaltungsvarianten realisieren. Üblich sind Formen aus rein passiven elektronischen Bauelementen wie Widerständen und Dioden; diese Verdrahtungsart wird auch als Dioden-Widerstand-Logik bezeichnet. Sie stellt einen Vorläufer der ersten Logikfamilien dar. Daneben bestehen Schaltungsvarianten, die spezielle Treiberstufen (Open-Collector-Ausgang bei Bipolartransistoren bzw. Open-Drain-Ausgang bei Feldeffekttransistoren) in den treibenden Logikausgängen benutzen. Neben diesen elektronischen Schaltelementen können auch elektromechanische Schalter und Relaiskontakte Eingangssignale einer verdrahteten Logik stellen.
In allen Fällen ist ein Widerstand notwendig; dieser Widerstand wird Pull-up-Widerstand bzw. Pull-down-Widerstand genannt. Dieser Widerstand bestimmt das Ausgangssignal, wenn alle eingangsseitig beteiligten Schaltelemente, wie Dioden, Transistoren oder mechanischen Schalter, im nichtleitenden Zustand sind. Durch den Widerstand ist das Signal schwächer; einerseits wird so den Schaltelementen ermöglicht, dass sie quasi Vorrang haben und das Signal des Widerstands „überschreiben“ können – und somit die gewünschte logische Funktion ermöglichen. Andererseits liegt hierin aber auch im Zusammenspiel mit allgegenwärtigen parasitären Kapazitäten ein Grund für eine im Vergleich zu Gattern geringere erzielbare Signalgeschwindigkeit. Dies resultiert in einer geringeren Bandbreite der verdrahteten Logik im Vergleich zu der aktiver Gatter.
Ein weiterer Unterschied zur Verwendung von aktiven Gattern besteht darin, dass die verdrahtete Logik keine Signalverstärkung umfasst. Auch hierdurch wird die erzielbare Bandbreite beschränkt. Die Schwellenspannung oder Flussspannung der Schaltelemente, insbesondere der Dioden, sowie ggf. Spannungsabfall am Widerstand durch Belastung des Ausgangs führt dazu, dass der von aktiven Gattern gewohnte 0- bzw. 1-Pegel nicht ganz erreicht wird, was ggf. bei der Auslegung zu berücksichtigen ist. Insbesondere kann die verdrahtete Logik die Pegel nicht aufholen, wohingegen beispielsweise ein High-Pegel am Ausgang eines aktiven Oder-Gatter höher sein kann als der den Eingang speisende High-Pegel. 

## Wired-AND

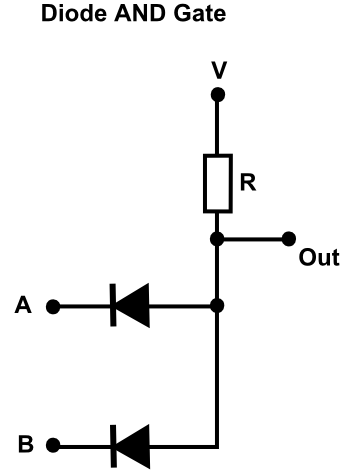
Wired-AND mit Dioden und Pullup-Widerstand

Die Funktion von Wire-AND ist in nachfolgender Wahrheitstabelle abgebildet und der Aufbau in verdrahteter Logik mit einem Pull-Up-Widerstand und zwei Dioden als Dioden-Widerstand-Logik in nebenstehender Schaltskizze dargestellt:
| A | B | Out = A ∧ B |
| - | - | ----------- |
| 0 | 0 | 0           |
| 0 | 1 | 0           |
| 1 | 0 | 0           |
| 1 | 1 | 1           |

Die logischen Zustände 0 und 1 entsprechen dabei, wie in der Digitaltechnik üblich, verschiedenen hohen Spannungsniveaus. Logisch-0 entspricht dabei den Spannungsniveau am Bezugspunkt auf Masse von 0 V, und logisch-1 einem Spannungsniveau +V, beispielsweise 5 V oder 3,3 V.
Eine 0 an einem Eingang bringt die zugehörige Diode in den leitenden Zustand, so dass diese 0 ggü. dem High-Pegel des Pullup-Widerstands dominiert und somit am Ausgang erscheint.
Hinweis: Zu beachten ist, dass die 0 getrieben werden muss, also ein Schaltelement eine niederohmige Verbindung zur Signalmasse herstellt. Eine einfache Unterbrechung des Signalpfades (offener Eingang) reicht nicht aus, da die betreffende Diode dann nicht leiten würde.

## Wired-OR

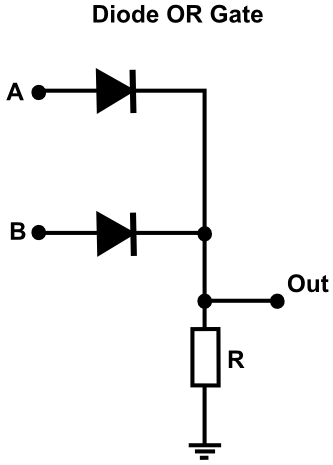
Wired-OR mit Dioden und Pulldown-Widerstand

Die Funktion von Wire-OR ist in nachfolgender Wahrheitstabelle abgebildet und der Aufbau in verdrahteter Logik mit einem Pull-Down-Widerstand und zwei Dioden als Dioden-Widerstand-Logik in nebenstehender Schaltskizze dargestellt:
| A | B | Out = A ∨ B |
| - | - | ----------- |
| 0 | 0 | 0           |
| 0 | 1 | 1           |
| 1 | 0 | 1           |
| 1 | 1 | 1           |

Die logischen Zustände 0 und 1 und die Zuordnung auf unterschiedliche Spannungsniveaus ist wie bei Wired-AND in der Dioden-Widerstand-Logik.
Eine 1 an einem Eingang bringt die zugehörige Diode in den leitenden Zustand, so dass diese 1 ggü. dem Low-Pegel des Pulldown-Widerstands dominiert und somit am Ausgang erscheint.

## Negative Logik
Werden den logischen Zuständen aus der Wahrheitstabelle die jeweils inversen Spannungsniveaus zugeordnet, also logisch-0 entspricht dem Spannungsniveau +V und logisch-1 dem von 0 V, lässt sich durch Anwendung der de-morganschen Gesetze die elektrische Verschaltung eines Wired-AND in die Funktion eines Wired-OR bzw. umgekehrt überführen.

## TTL-Technik
Aufgrund der elektrischen Eigenschaften sowohl der Eingänge als auch der Ausgänge von in TTL-Technik ausgeführten Logikbausteinen ist hierbei nur die Wired-AND-Schaltung problemlos realisierbar. Eine Wired-OR-Schaltung würde aufgrund der höheren Ausgangsimpedanz bei High-Pegel und des High-Zustands unbeschalteter Eingänge schwierig auszulegen sein: Der Pulldown-Widerstand müsste relativ niederohmig sein, während gleichzeitig wenig Treibleistung von Ausgängen auf High-Pegel zu erwarten ist. Daher sind für die Oder-Verknüpfung (entsprechend der Beschreibung im Abschnitt negative Logik) low-aktive Signale Mittel der Wahl.
Auch wenn bei der Benutzung von CMOS-Technik mit ihren symmetrischen Ein- und Ausgängen derartige technische Ursachen nicht maßgeblich sind, ist auch hierbei die Wired-AND-Verknüpfung (ggf. in Kombination mit low-aktiven Signalen) die dominierende Schaltungsart.